# Jabučje (Lajkovac)
Jabučje (Servisch cyrillisch: Јабучје) is een plaats in de Servische gemeente Lajkovac. De plaats telt 3250 inwoners (2002).